# Arctica islandica
Arctica islandica — морський двостулковий молюск, що зустрічається в природі в Атлантичному океані. У 2006 і 2007 роках аналіз нашаровування черепашки кількох зразків цього молюска, зібраних біля узбережжя Ісландії, показав максимальний вік у більш ніж 400 років, що робить Arctica islandica найдовгоживучішою відомою твариною на Землі.

## Довголіття
В жовтні 2007 дослідники з Бангорського Університету в Уельсі визначили, що молюск, виловлений біля ісландського узбережжя, мав вік між 405 і 410 роками, який було встановлено методом склерохронології, тобто свердлення черепашки та підрахунку числа її шарів (аналогічно методу дендрохронології для дерев). Цей вік робить молюска найбільш довгоживучою твариною із підтвердженим максимальним віком.
Першому дослідженому молюску дали прізвисько «Мін», на ім'я китайської династії Мін, що правила за часів «народження» (вилуплення з ікри і прикріплення) цього молюска. Дослідники, проте, не впевнені, скільки часу прожив би молюск, якщо би він не вмер в процесі виловлення і дослідження, a продовжив би жити, якщо залишився на дні океану. Досліджений через кілька років інший молюск цього виду виявився ще старішим: його вік дорівнював 507-и рокам.

## Ресурси Інтернету
- Ocean quahog, Arctica islandica, Life history and habitat [Архівовано 8 вересня 2008 у Wayback Machine.] з сайту NOAA.
- Climate records from a bivalved Methuselah